# António Ribeiro Chiado
António Ribeiro O.F., dit « o Chiado », né à Évora en 1520 (?) et mort à Lisbonne en 1591), est un frère franciscain portugais, poète contemporain de Luís Vaz de Camões.

« Chiado [est] le nom qu’ont donné les Portugais à un moine du XVIe siècle, António do Espírito Santo, qui a jeté son froc aux orties pour devenir une espèce de vivante incarnation de la verve et de la joie de vivre de l’époque et finir dans la peau du poète le plus aimé du peuple »

—  Fernando Pessoa, Lisbonne